# ولز، انگلستان

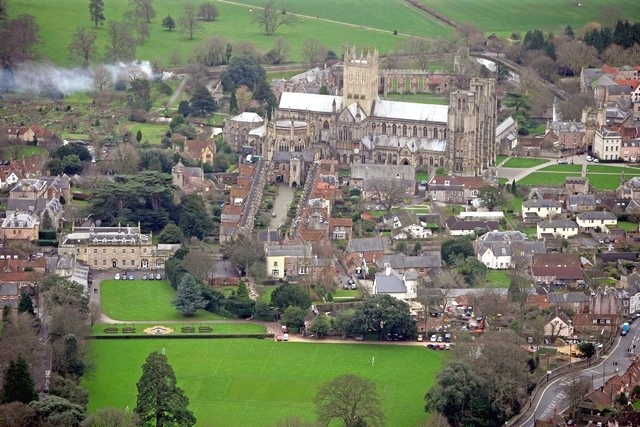
شهر ولز

 ولز  (به انگلیسی: Wells) شهری کوچک است در انگلستان واقع در ناحیه جنوب غربی انگلستان. جمعیت این شهر ۱۰٬۴۰۶ نفر است.